# MBC Max
MBC Max est une chaîne de cinéma gratuite qui diffuse des films hollywoodiens en continu et constitue une alternative à sa chaîne sœur MBC 2 appartenant au groupe saoudien MBC.

## Histoire
La chaîne a été lancée en tant que diffusion test le 22 octobre 2008. Durant cette période, il diffusait en boucle sa propre publicité télévisée promotionnelle. La date officielle de lancement de la chaîne était le 26 octobre à 7h00 13h00, heure des Émirats arabes unis. Son premier film diffusé était Spider-Man.